# Primera División de Chile 1985
Primera División de Chile 1985 var den chilenska högstaligan i fotboll för herrar för säsongen 1985, som slutade med att Cobreloa vann för tredje gången.

## Sluttabell
| Plac. | Lag                  | S  | V  | O  | F  | GM | IM | MSK | Poäng |
| ----- | -------------------- | -- | -- | -- | -- | -- | -- | --- | ----- |
| 1     | Cobreloa             | 38 | 21 | 10 | 7  | 65 | 24 | 41  | 52    |
| 2     | Everton              | 38 | 19 | 12 | 7  | 43 | 33 | 10  | 50    |
| 3     | Colo-Colo            | 38 | 19 | 11 | 8  | 58 | 35 | 23  | 49    |
| 4     | Unión Española       | 38 | 18 | 12 | 8  | 56 | 39 | 17  | 48    |
| 5     | Cobresal             | 38 | 18 | 10 | 10 | 66 | 40 | 26  | 46    |
| 6     | Universidad Católica | 38 | 17 | 11 | 10 | 59 | 49 | 10  | 45    |
| 7     | Palestino            | 38 | 14 | 12 | 12 | 66 | 56 | 10  | 40    |
| 8     | Rangers              | 38 | 14 | 12 | 12 | 45 | 41 | 4   | 40    |
| 9     | Universidad de Chile | 38 | 15 | 9  | 14 | 55 | 55 | 0   | 39    |
| 10    | Magallanes           | 38 | 15 | 9  | 14 | 53 | 58 | -5  | 39    |
| 11    | Naval                | 38 | 12 | 14 | 12 | 51 | 48 | 3   | 38    |
| 12    | Huachipato           | 38 | 12 | 12 | 14 | 33 | 45 | -12 | 36    |
| 13    | Unión La Calera      | 38 | 11 | 13 | 14 | 55 | 57 | -2  | 35    |
| 14    | Audax Italiano       | 38 | 12 | 10 | 16 | 37 | 44 | -7  | 34    |
| 15    | Deportes Iquique     | 38 | 9  | 14 | 15 | 39 | 50 | -11 | 32    |
| 16    | Deportes Concepción  | 38 | 10 | 11 | 17 | 34 | 59 | -15 | 31    |
| 17    | Unión San Felipe     | 38 | 8  | 14 | 16 | 30 | 49 | -19 | 30    |
| 18    | San Luis             | 38 | 8  | 12 | 18 | 30 | 48 | -18 | 28    |
| 19    | San Marcos de Arica  | 38 | 7  | 13 | 18 | 40 | 58 | -18 | 27    |
| 20    | O'Higgins            | 38 | 5  | 11 | 22 | 40 | 67 | -27 | 21    |

|  | Mästare och kvalificerad till kvalmatch för Copa Libertadores. |
|  | Kvalificerade till Liguilla Pre-Libertadores.                  |
|  | Nedflyttade till Segunda División.                             |

| Primera División Vinnare av Primera División 1985 |
| ------------------------------------------------- |
| Chile                                             |
| Cobreloa 3:e titeln                               |

## Kvalificering för internationella turneringar
Universidad Católica och Cobresal skulle ha kvalificerat sig under säsongen 1984, men kunde inte göra detta eftersom 1984 års säsong inte kvalificerade lag till Copa Libertadores 1985. Detta innebar att de fick spela mot lag som skulle ha kvalificerat sig under 1985 års säsong. Detta innebar att de skulle ställas mot mästarna eller vinnaren av Liguilla Pre-Libertadores.
- Copa Libertadores 1986
  - Universidad Católica
  - Cobresal

### Liguilla Pre-Libertadores
Kvalificeringskriterierna är okända. Vinnaren skulle ställas mot Universidad Católica för att spela om en plats i Copa Libertadores 1985, men eftersom Universidad Católica vann så spelades ingen match utan Universidad Católica kvalificerade sig direkt.
| Plac. | Lag                  | S | V | O | F | GM | IM | MSK | Poäng |
| ----- | -------------------- | - | - | - | - | -- | -- | --- | ----- |
| 1     | Universidad Católica | 3 | 2 | 1 | 0 | 5  | 3  | 2   | 5     |
| 2     | Rangers              | 3 | 2 | 0 | 1 | 5  | 3  | 2   | 4     |
| 3     | Everton              | 3 | 1 | 1 | 1 | 5  | 4  | 1   | 3     |
| 4     | Unión Española       | 3 | 0 | 0 | 3 | 2  | 7  | -5  | 0     |

## Kvalmatch
Cobreloa, mästare säsongen 1985, ställdes mot Cobresal, som kom tvåa 1984, för att avgöra vilket lag som skulle delta i Copa Libertadores 1986. Cobresal vann med 2-0 totalt och gick vidare till Copa Libertadores 1986.
|  | 18 januari 1986 | Cobreloa | 0–0 | Cobresal | Estadio Municipal de Calama, Calama |  |
|  |                 |          |     |          | Publik: 7 279 Domare: Victor Ojeda  |  |
|  |                 |          |     |          |                                     |  |
|  |                 |          |     |          |                                     |  |

|  | 22 januari 1986 | Cobresal | 2–0 | Cobreloa | Estadio El Cobre, El Salvador    |  |
|  |                 |          |     |          | Publik: 7 844 Domare: Mario Lira |  |
|  |                 |          |     |          |                                  |  |
|  |                 |          |     |          |                                  |  |